# Max Steffen
Max Steffen (* 24. November 1909 in Bernau bei Berlin; † 4. September 1988) war ein deutscher Politiker (KPD/SED) und Widerstandskämpfer gegen den Nationalsozialismus. Er war Erster Sekretär der SED-Bezirksleitung Neubrandenburg.

## Leben
Steffen,  Sohn einer Arbeiterfamilie, besuchte die Volksschule erlernte den Beruf des Maurers. Er arbeitete später in diesem Beruf sowie als Metallarbeiter. 1925 schloss er sich dem Kommunistischen Jugendverband Deutschlands, 1927 der Kommunistischen Partei Deutschlands (KPD) an. Er war für die Rote Jugendfront in Berlin-Buch und in Bernau tätig. 
Nach der Machtergreifung der Nationalsozialisten 1933 beteiligte sich Steffen am kommunistischen Widerstand. Er war zeitweise im KZ Oranienburg inhaftiert, stand nach seiner Entlassung unter Polizeiaufsicht. Von 1934 bis 1938 arbeitete er als Bauarbeiter in Bernau, ab 1938 als Maurer in Zepernick, Schönow und Berlin. Steffen leistete Kriegsdienst und geriet in sowjetische Kriegsgefangenschaft. Er besuchte eine Antifa-Schule und war Lehrer sowie Leiter der Antifa-Gebietsschule in Baku.
1948 kehrte Steffen nach Deutschland zurück. Er trat 1948 der Sozialistischen Einheitspartei Deutschlands (SED) sowie 1949 dem Freien Deutschen Gewerkschaftsbund und der Gesellschaft für Deutsch-Sowjetische Freundschaft bei. Er arbeitete als Lehrer an der SED-Landesparteischule Brandenburg. Ab September 1949 war er Mitarbeiter, ab Februar 1950 stellvertretender Leiter und schließlich ab Juni 1950 Leiter der Abteilung Parteischulung beim SED-Landesvorstand Brandenburg. Ab Mai 1951 war er auch Mitglied des Sekretariats der SED-Landesleitung und dort verantwortlich für Propaganda und Agitation. 1952/1953 studierte er an der Parteihochschule „Karl Marx“.
Von September 1953 bis Oktober 1960 fungierte er als Erster Sekretär der SED-Bezirksleitung Neubrandenburg und war von 1953 bis 1958 auch Abgeordneter des Bezirkstages Neubrandenburg. Von 1954 bis 1963 war Steffen Abgeordneter der Volkskammer und dort Mitglied des Ständigen Ausschusses für Auswärtige Angelegenheiten. Von 1958 bis 1963 war er Mitglied des ZK der SED. Von 1961 bis 1980 wirkte er als Erster Sekretär der SED-Betriebsparteiorganisation im VEB Kraftwerk Lübbenau, später auch als Direktor für Kader und Berufsausbildung der VVB Kraftwerke.

## Auszeichnungen
- Vaterländischer Verdienstorden in Silber (1956)[1] und in Gold (1979)[2]
- Verdienstmedaille der DDR